# Aldea Apeleg
Aldea Apeleg è un comune dell'Argentina situato nel dipartimento di Río Senguer, in provincia di Chubut.